# Lista över bästsäljande Wii-spel

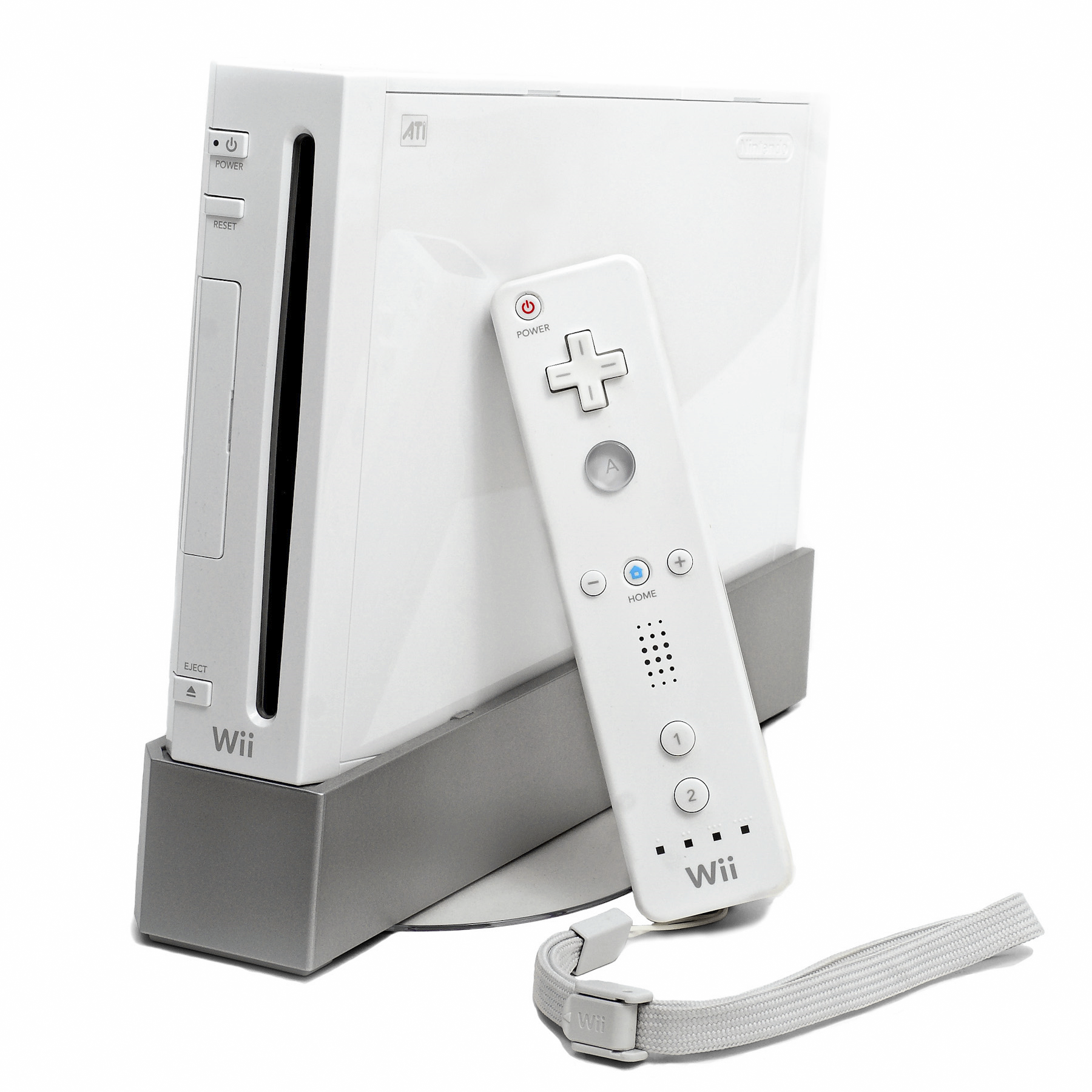
Wii

Detta är en lista över Nintendo Wii-spel som har sålt eller skeppat minst en miljon exemplar, sorterade i antal sålda exemplar. Sedan mars 2011 finns 103 Wii-spel som har sålt över 1 miljon exemplar.

## Listan
| Titel                                           | Sålda exemplar        | Försäljningsandelar                                      | Släppdatum | Genre                                    | Utgivare                                                                                   |
| ----------------------------------------------- | --------------------- | -------------------------------------------------------- | --- | ---------------------------------------- | ------------------------------------------------------------------------------------------ |
| Wii Sports                                      | 82,69 miljoner[b]     | i.u.                                                     | JP: 2 december 2006 NA: 19 november 2006 EU: 8 december 2006 AU: 7 december 2006                                            | Sportspel                                | Nintendo                                                                                   |
| Mario Kart Wii                                  | 36,38 miljoner[a][b]  | i.u.                                                     | JP: 10 april 2008 NA: 27 april 2008 EU: 11 april 2008                                                                       | Racingspel                               | Nintendo                                                                                   |
| Wii Sports Resort                               | 32,8 miljoner[a][b]   | i.u.                                                     | JP: 25 juni 2009 AUS: 23 juli 2009 EU: 24 juli 2009 NA: 26 juli 2009 KOR: 24 juni 2010                                      | Sportspel                                | Nintendo                                                                                   |
| New Super Mario Bros. Wii                       | 29,32 miljoner[b]     | i.u.                                                     | AUS: 11 november 2009 NA: 15 november 2009 EU: 20 november 2009 JP: 3 december 2009                                         | Plattformsspel                           | Nintendo                                                                                   |
| Wii Play                                        | 28,02 miljoner[a]     | i.u.                                                     | JP: 2 december 2006 EU: 8 december 2006 NA: 12 februari 2007                                                                |                                          | Nintendo                                                                                   |
| Wii Fit                                         | 22,67 miljoner[a]     | i.u.                                                     | JP: 1 december 2007 EU: 25 april 2008 AUS: 8 maj 2008b[›] NA: 21 maj 2008a[›]                                               | Fitness                                  | Nintendo                                                                                   |
| Wii Fit Plus                                    | 21,11 miljoner        | i.u.                                                     | JP: 1 oktober 2009 NA: 4 oktober 2009 AUS: 15 oktober 2009 EU: 30 oktober 2009                                              | Fitness                                  | Nintendo                                                                                   |
| Super Smash Bros. Brawl                         | 12,77 miljoner        | i.u.                                                     | JP: 31 januari 2008 NA: 9 mars 2008 AUS: 26 juni 2008 EU: 27 juni 2008                                                      | Fightingspel, actionspel, Plattformsspel | Nintendo                                                                                   |
| Super Mario Galaxy                              | 12,5 miljoner         | i.u.                                                     | JP: 1 november 2007 NA: 12 november 2007 EU: 16 november 2007 AUS: 29 november 2007                                         | Plattformsspel                           | Nintendo                                                                                   |
| Mario Party 8                                   | 8,85 miljoner         | i.u.                                                     | JP: 26 juli 2007 NA: 29 maj 2007 EU: 22 juni 2007                                                                           | Partyspel                                | Nintendo                                                                                   |
| Wii Party                                       | 7,94 miljoner         | i.u.                                                     | JP: 8 juli 2010 NA: 3 oktober 2010 EU: 8 oktober 2010                                                                       |                                          | Nintendo                                                                                   |
| Super Mario Galaxy 2                            | 7,41 miljoner         | i.u.                                                     | JP: 27 maj 2010 NA: 23 maj 2010 EU: 11 juni 2010 AUS: 30 juni 2010                                                          | Plattformsspel                           | Nintendo                                                                                   |
| The Legend of Zelda: Twilight Princess          | 7,26 miljoner         | i.u.                                                     | JP: 2 december 2006 NA: 19 november 2006 EU: 8 december 2006                                                                | Actionäventyr                            | Nintendo                                                                                   |
| Mario & Sonic at the Olympic Games              | 7,09 miljoner         | i.u.                                                     | JP: 22 november 2007 NA: 6 november 2007 EU: 23 november 2007                                                               | Sportspel                                | JP: Nintendo NA / PAL: Sega                                                                |
| Donkey Kong Country Returns                     | 6,53 miljoner         | i.u.                                                     | NA: 21 november 2010 AUS: 2 december 2010 EU: 3 december 2010 JP: 9 december 2010                                           | Plattformsspel                           | Nintendo                                                                                   |
| Link's Crossbow Training                        | 5,79 miljoner[a]      | i.u.                                                     | NA: 19 november 2007 EU: 7 december 2007 AUS: 13 december 2007 JP: 1 maj 2008                                               | Shoot 'em up                             | Nintendo                                                                                   |
| Just Dance 2                                    | 5 miljoner            | i.u.                                                     | NA: 12 oktober 2010 EU: 14 oktober 2010                                                                                     |                                          | Ubisoft                                                                                    |
| Animal Crossing: City Folk                      | 4,32 miljoner[a]      | i.u.                                                     | USA: 16 november 2008CAN: 17 november 2008JP: 20 november 2008 AUS: 4 december 2008 EU: 5 december 2008 SK: 28 januari 2010 | Simulationsdatorspel                     | Nintendo                                                                                   |
| Just Dance                                      | 4,3 miljoner          | i.u.                                                     | NA: 17 november 2009 EU: 27 november 2009                                                                                   |                                          | Ubisoft                                                                                    |
| Super Paper Mario                               | 4,23 miljoner         | i.u.                                                     | JP: 19 april 2007 NA: 9 april 2007 EU: 14 september 2007                                                                    | Actionrollspel                           | Nintendo                                                                                   |
| The Legend of Zelda: Skyward Sword              | 3,93 miljoner[a]      | i.u.                                                     | JP: 23 november 2011 NA: 20 november 2011 EU: 18 november 2011 AU: 24 november 2011                                         | Actionäventyr                            | Nintendo                                                                                   |
| Big Brain Academy: Wii Degree                   | 3,79 miljoner         | i.u.                                                     | JP: 26 april 2007 NA: 11 juni 2007 EU: 20 juli 2007 AUS: 8 november 2007                                                    | Pusselspel                               | Nintendo                                                                                   |
| Mario & Sonic at the London 2012 Olympic Games  | 3,70 miljoner         | i.u.                                                     | JP: 8 december 2011 NA: 15 november 2011 EU: 13 november 2011 AUS: 17 november 2011                                         | Sportspel                                | JP: Nintendo NA / PAL: Sega                                                                |
| Wii Music                                       | 3,24 miljoner         | i.u.                                                     | JP: 16 oktober 2008 NA: 20 oktober 2008 EU: 14 november 2008                                                                |                                          | Nintendo                                                                                   |
| Mario Party 9                                   | 3,11 miljoner         | i.u.                                                     | EU: 2 mars 2012 AUS: 8 mars 2012 NA: 11 mars 2012 JP: 26 april 2012 HKG: 29 juni 2012KOR: 11 april 2013                     | Partyspel                                | Nintendo                                                                                   |
| Super Mario All-Stars: 25th Anniversary Edition | 2,55 miljoner         | i.u.                                                     | JP: 21 oktober 2010 AUS: 2 december 2010 EU: 3 december 2010 NA: 12 december 2010                                           | Plattformsspel                           | Nintendo                                                                                   |
| Sonic Colors                                    | 2,18 miljoner         | i.u.                                                     | NA: 16 november 2010 EU: 12 november 2010 AUS: 11 november 2010 JP: 18 november 2010                                        | Plattformsspel                           | Sega                                                                                       |
| Guitar Hero III: Legends of Rock                | 2 miljoner[a]         | i.u.                                                     | JP: 22 maj 2008 NA: 28 oktober 2007 EU: 23 november 2007                                                                    | Musikspel                                | Activision                                                                                 |
| Michael Jackson: The Experience                 | 2 miljoner            | i.u.                                                     | NA: 23 november 2010 EU: 26 november 2010 JP: 8 december 2011                                                               |                                          | Ubisoft                                                                                    |
| Resident Evil 4: Wii Edition                    | 2 miljoner            | i.u.                                                     | JP: 31 maj 2007 NA: 19 juni 2007 EU: 29 juni 2007 AUS: 5 juli 2007                                                          | Survival horror                          | JP / NA / EU: CapcomAUS: Nintendo Australia AUS: Red Ant Enterprises AUS: THQ Asia Pacific |
| Sonic and the Secret Rings                      | 2 miljoner            | i.u.                                                     | NA: 20 februari 2007 EU: 2 mars 2007 AUS: 8 mars 2007 JP: 15 mars 2007                                                      | Plattformsspel, actionspel               | Sega                                                                                       |
| Deca Sports                                     | 2 miljoner skeppade   | i.u.                                                     | JP: 19 mars 2008 NA: 13 maj 2008 EU: 6 juni 2008 AUS: 20 juni 2008                                                          | Sportspel                                | JP / NA: Hudson SoftEU: Konami                                                             |
| Epic Mickey                                     | 2 miljoner skeppade   | i.u.                                                     | JP: 4 augusti 2011 NA: 30 november 2010 EU: 26 november 2010                                                                | Plattformsspel                           | Disney Interactive StudiosJP: Nintendo                                                     |
| Game Party                                      | 2 miljoner skeppade   | i.u.                                                     | NA: 27 november 2007 EU: 14 februari 2008                                                                                   |                                          |                                                                                            |
| Monster Hunter Tri                              | 1,9 miljoner          | i.u.                                                     | JP: 1 augusti 2009 NA: 20 april 2010 EU: 23 april 2010 AUS: 29 april 2010                                                   | Actionrollspel                           | Capcom                                                                                     |
| Kirby's Epic Yarn                               | 1,85 miljoner         | i.u.                                                     | JP: 14 oktober 2010 NA: 17 oktober 2010 AUS: 24 februari 2011 EU: 25 februari 2011                                          | Plattformsspel                           | Nintendo                                                                                   |
| WarioWare: Smooth Moves                         | 1,82 miljoner         | i.u.                                                     | JP: 2 december 2006 EU: 12 januari 2007 NA: 15 januari 2007 AUS: 25 januari 2007                                            | Partyspel                                | Nintendo                                                                                   |
| EA Sports Active                                | 1,8 miljoner          | i.u.                                                     | NA: 19 maj 2009 EU: 22 maj 2009 JP: 6 augusti 2009                                                                          |                                          | Electronic Arts                                                                            |
| Kirby's Return to Dream Land                    | 1,79 miljoner         | i.u.                                                     | NA: 24 oktober 2011 JP: 27 oktober 2011 EU: 25 november 2011 AUS: 1 december 2011                                           | Plattformsspel                           | Nintendo                                                                                   |
| Mario Strikers Charged                          | 1,77 miljoner         | i.u.                                                     | EU: 25 maj 2007 AUS: 7 juni 2007 NA: 30 juli 2007 JP: 20 september 2007                                                     | Sportspel                                | Nintendo                                                                                   |
| Mario Sports Mix                                | 1,54 miljoner         | i.u.                                                     | JP: 25 november 2010 AUS: 27 januari 2011 EU: 28 januari 2011 UK: 4 februari 2011NA: 7 februari 2011                        | Sportspel                                | Nintendo                                                                                   |
| Carnival Games                                  | 1,5 miljoner          | i.u.                                                     | NA: 28 augusti 2007 EU: 26 oktober 2007                                                                                     |                                          |                                                                                            |
| Metroid Prime 3: Corruption                     | 1,41 miljoner         | i.u.                                                     | NA: 27 augusti 2007 EU: 26 oktober 2007 AUS: 8 november 2007 JP: 6 mars 2008                                                | Förstapersonsskjutare Actionäventyr      | Nintendo                                                                                   |
| Guitar Hero World Tour                          | 1,334 miljoner[a]     | i.u.                                                     | NA: 26 oktober 2008 EU: 7 november 2008                                                                                     | Musikspel                                | Activision                                                                                 |
| Resident Evil: The Umbrella Chronicles          | 1,3 miljoner          | i.u.                                                     | NA: 13 november 2007 JP: 15 november 2007 EU: 20 november 2007 AUS: 13 december 2007                                        | Rail shooter                             | JP / NA / EU: CapcomAUS: Nintendo Australia AUS: Red Ant Enterprises AUS: THQ Asia Pacific |
| Mario Super Sluggers                            | 1,26 miljoner         | i.u.                                                     | JP: 19 juni 2008 NA: 25 augusti 2008                                                                                        | Sportspel                                | Nintendo                                                                                   |
| Wii Play: Motion                                | 1,26 miljoner         | i.u.                                                     | NA: 13 juni 2011 EU: 24 juni 2011 JP: 7 juli 2011                                                                           |                                          | Nintendo                                                                                   |
| Pokémon Battle Revolution                       | 1,202 miljoner        | - 850 000 i Nordamerika och Västeuropa - 352,123 i Japan | JP: 14 december 2006 NA: 25 juni 2007 AUS: 22 november 2007 EU: 7 december 2007                                             | Fightingspel                             | Nintendo                                                                                   |
| Rayman Raving Rabbids                           | 1,2 miljoner          | i.u.                                                     | NA: 19 november 2006 AUS: 7 december 2006 EU: 8 december 2006 JP: 14 december 2006                                          | Partyspel                                | Ubisoft                                                                                    |
| We Ski                                          | 1,2 miljoner          | i.u.                                                     | JP: 31 januari 2008 NA: 13 maj 2008 EU: 13 juni 2008                                                                        | Sportspel                                | Namco Bandai Games                                                                         |
| Big Beach Sports                                | 1,2 miljoner skeppade | i.u.                                                     | NA: 24 juni 2008 EU: 27 juni 2008                                                                                           |                                          |                                                                                            |
| Active Life: Outdoor Challenge                  | 1,03 miljoner         | i.u.                                                     | JP: 29 maj 2008 EU: 9 augusti 2008 NA: 9 september 2008                                                                     |                                          |                                                                                            |
| Call of Duty: World at War                      | över 1 miljon         | i.u.                                                     | NA: 10 november 2008 EU: 14 november 2008                                                                                   |                                          | Activision                                                                                 |
| Red Steel                                       | 1 miljon              | i.u.                                                     | NA: 19 november 2006 JP: 2 december 2006 EU: 8 december 2006                                                                |                                          | Ubisoft                                                                                    |
| Rock Band                                       | 1 miljon              | i.u.                                                     | NA: 22 juni 2008 EU: 12 september, 2008 AUS: 7 november 2008                                                                | Musikspel                                | MTV Games, Electronic Arts                                                                 |
| Game Party 2                                    | 1 miljon skeppade     | i.u.                                                     | NA: 6 oktober 2008 EU: 31 oktober 2008                                                                                      |                                          |                                                                                            |

- ^ a: Paketerats med ett populärt tillägg (t.ex. en ytterligare Wii-mote, MotionPlus, Wii Zapper, Wii Wheel).
- ^ b: Paketerat med en version av konsolen. Med Wii Sports medföljer antingen den vita eller svarta konsolen. Sedan lanseringen av motsvarande spel har den vita konsolen ofta paketerats med Mario Kart Wii (och Wii Wheel), och den svarta konsolen med New Super Mario Bros. Wii.

Totalt antal Wii-spel sålda fram till 31 mars 2014: 895,22 miljoner.
Totalt antal Virtual Console-spel sålda sedan 31 december 2007: över 10 miljoner